# Metaphycus aloinus
Metaphycus aloinus är en stekelart som beskrevs av Annecke och Mynhardt 1981. Metaphycus aloinus ingår i släktet Metaphycus och familjen sköldlussteklar. Inga underarter finns listade i Catalogue of Life.